# Lovci duchů
Lovci duchů (v anglickém originále Supernatural) je americký fantastický hororový televizní seriál, jehož tvůrcem je Eric Kripke. Premiérově byl vysílán v letech 2005–2015, přičemž v letech 2005–2006 byl uváděn na stanici The WB a následně mezi lety 2006 a 2020 na stanici The CW. Vzniklo celkem patnáct řad s 327 díly. Hlavními postavami seriálu jsou bratři Winchesterovi, Sam (Jared Padalecki) a Dean (Jensen Ackles), kteří putují napříč Spojenými státy a setkávají se s nadpřirozenými tvory a jevy, o kterých si mnozí myslí, že existují jen v legendách.

## Příběh
Celý seriál pojednává o vztahu bratrů Sama Winchestera, jehož ztvárňuje Jared Padalecki, a Deana Winchestera v podání Jensena Acklese. Sam a Dean cestují napříč Amerikou v černém Chevroletu Impala z roku 1967 a vyšetřují nejrůznější záhady či nevysvětlitelné jevy, jež se zakládají na skutečných legendách z území Spojených států. Díky tomu se v seriálu vyskytují nejen obecně známé nadpřirozené bytosti, jako jsou upíři, vlkodlaci, duchové a démoni, ale také wendiga, strigy, ženy v bílém či měniči.

### Děj seriálu

#### První řada
Hlavní dějová linie první řady se soustředí na snahu Sama a Deana najít jejich zmizelého otce Johna, jenž se zaslepeně žene za vrahem své milované manželky Mary. Během pátrání se přitom setkávají s různými nadpřirozenými bytostmi, které ohrožují životy nevinných lidí. Úkolem obou bratrů je tato zlá stvoření zneškodnit, díky čemuž se nejednou při výkonu svého „povolání“ ocitnou na pokraji života a smrti. Zatímco starší Dean bere tento fakt jako neodmyslitelnou součást své práce, neboť její podstatou je zachraňování lidských životů, jeho mladší bratr Sam prahne pouze po pomstě, a tudíž se jeho jedinými zájmy stávají vypátrání otce a zabití démona zodpovědného za smrt jejich matky a Samovy přítelkyně Jessicy. Díky této skutečnosti často dochází ke vzniku konfliktů mezi oběma bratry, a atmosféra je proto poměrně napjatá. Nicméně postupně se jejich vztah pozvolně prohlubuje a jejich bratrská pouta se upevňují. Tyto rozpory ovšem nejsou zdaleka jedinou překážkou, kterou musejí zdolat. V jednom z bratrů se totiž začaly probouzet zvláštní schopnosti a opět vyvstane otázka, podaří-li se jim v sobě najít dostatek sil a odhodlání, aby se s danou situací dokázali vyrovnat. Když konečně dojde k setkání s otcem, svého odhalení se dočká i tajemství jisté zbraně, jež jako jediná dokáže zabít cokoli. Zdá se tedy, že vše hraje do karet tří lovců, ale nakonec si démoni pro bratry připraví překvapení, které končí těžkým zraněním Deana.

#### Druhá řada
Na začátku druhé řady bojuje Dean v nemocnici o život. Sam se marně, leč ze všech sil, snaží vymyslet způsob, jak bratra před smrtí zachránit. Nakonec je to ale John, kdo situaci zdánlivě vyřeší – obětuje svůj život, aby mohl jeho starší syn žít. Bratři tak svého otce nalezli, aby jej opět a nyní definitivně ztratili a nezbývá jim nic jiného, než se s realitou smířit. Ovšem každý se s ní vyrovnává svým vlastním způsobem, a tudíž ani v této řadě není nouze o konflikty a vyhrocené situace. Již tak nelehký život bratrům ještě více zkomplikuje šokující tajemství týkající se Sama, které John těsně před svou smrtí svěřil Deanovi. S problémy se však nepotýkají pouze hlavní hrdinové, ale také nové postavy. Objeví se majitelka motorestu Roadhouse a dávná přítelkyně Johna Ellen Harvelleová, její mladá a tvrdohlavá dcera Jo a také podivínský génius Ash, jenž bratrům nesčetněkrát výrazně pomůže. Druhá řada dějově navazuje na předcházející sérii, a proto se hlavním cílem obou bratrů definitivně stane zabití žlutookého démona, vraha Mary a Jess. Nicméně příběh se dále rozvíjí. Onen démon má své vlastní a nemalé plány, s nimiž úzce souvisí Samovy schopnosti. Pátrání po démonovi však není ani zdaleka jednoduché, a proto mladí Winchesterové, nadále zaměstnáni pronásledováním temných sil, využívají pomoci rodinného přítele Bobbyho, který je taktéž zkušeným lovcem. V závěrečném díle druhé série je Sam zabit a jeho starší bratr neváhá zaprodat svoji duši, aby ho vrátil zpět mezi živé. Deanovi tak zůstane pouhý rok života.

#### Třetí řada
Příběh třetí řady začíná asi týden po dějovém finále druhé série. Zdálo by se, že po zabití „Žlutoočka“ bude většina problémů vyřešena, avšak opak je pravdou. Na svět totiž ze samotného pekla pronikly stovky démonů, které navíc po smrti největšího nepřítele Winchesterů nemá kdo vést, a pro uzavřenou komunitu lovců bojující s nadpřirozenem začalo období války. Bratři se však nepotýkají pouze s těmito temnými silami, ale musí řešit i spoustu dalších závažných problémů, jako je Deanův rychle se krátící rok života. Co celou situaci ještě zhoršuje, je fakt, že každý ze sourozenců k tomuto problému přistupuje jiným způsobem. Zatímco Dean, který se snaží svůj poslední rok na zemi pokud možno co nejvíc užít a nešetří lehkovážným chováním, je se svou smrtí a odchodem do pekla relativně smířený, Sam se zoufale snaží najít způsob, jak zrušit dohodu, kterou bratr uzavřel pro jeho záchranu, a neváhá vyzkoušet možné i nemožné, aby toho docílil a uchránil tak Deana před jeho krutým osudem. Je ochoten zaplést se i se záhadnou Ruby, jednou z nových postav, která mu sice nabízí svou pomoc, ale s níž není radno si zahrávat. Dalším problémem, který bratrům nikterak neusnadňuje život, je drzá zlodějka Bela. Právě ona je často zavádí do nebezpečných situací a kvůli ní se velmi rapidně sníží Deanovy šance na záchranu. Aby toho nebylo málo, na scéně se objevuje možný nástupce žlutookého démona, kterým je zákeřná démonka Lilith prahnoucí po smrti Sama. Když si bratři nevědí rady, opět se mohou spolehnout na pomoc přítele Bobbyho, který s bratry bude rovněž hledat východisko z Deanovy závažné situace. Avšak jeho kontrakt je ve spárech až příliš silného soupeře a i přes veškerou vykonanou snahu vidí Sam bratra umírat.

#### Čtvrtá řada
Dean je zachráněn z pekla a postupně zjistí, že ho zpět na Zemi přivedl Castiel, jeden z mnoha andělů, kteří se objeví během této řady. Po opětovném shledání Sama a Deana začnou bratři spolupracovat s Castielem a společně se snaží překazit plán Lilith, jenž spočívá ve zlomení 66 pečetí a tím osvobození Lucifera. Vztah mezi bratry je značně napjatý, jelikož Sam dává přednost démonce Ruby, s níž si vybudoval vztah, zatímco byl Dean v pekle. Sáním její krve začne posilovat svoji démonickou stránku, aby získal dostatečnou sílu k poražení Lilith. Když se mu konečně podaří Lilith zabít, zjistí, že právě její smrt byla ona poslední pečeť, potřebná k uvolnění Lucifera, a že ho Ruby celou dobu podváděla. Dean ve snaze zastavit svého bratra však dorazí příliš pozdě a ani zabitím Ruby už nedokáže zabránit otevření Luciferova vězení a jeho osvobození.

#### Pátá řada
Hlavní dějová linie páté řady se točí kolem boje s Luciferem a záchrany světa před Apokalypsou. Během série se Sam s Deanem stanou součástí boje mezi anděly a démony. Dozví se, že tento boj je jejich osudem, protože Sam se má stát schránkou pro Lucifera a Dean pro Michaela. Jelikož se jim nedaří žádným způsobem Lucifera porazit, začnou sbírat prsteny čtyř jezdců Apokalypsy, které jsou vlastně klíčem k Luciferovu vězení. Bratři musejí učinit rozhodnutí, jakou roli nakonec v boji o záchranu světa sehrají. Společně s Castielem a Bobbym zažívají těžké chvíle, jelikož se pro ně situace nevyvíjí nikterak příznivě. Přesto se však nevzdávají a za vzájemné podpory pokračují v bitvě až do konce.

#### Šestá řada
Sam je v kleci s Luciferem a Michaelem a Dean se usadil po boku Lissy a jejího syna Bena. Tato idyla končí již v prvním díle. Sam se neznámo jak dostal ven a dal se dohromady se svým „mrtvým“ dědou a jeho partou. Samova duše však zůstala v kleci a Dean se snaží najít způsob, jak ji vrátit zpět. Úspěšně ji najde, ale pomůže mu v tom pouze smrt, i když stylem něco za něco. Mezitím Castiel bojuje o svoje místo v nebi s Rafaelem. Do toho všeho je zapojený i Crowley, nový král pekla, který hledá očistec, a jeho pomocník, dědeček Sama a Deana, mu v tom ochotně pomáhá, aby dostal zpět svou dceru, podobně, jako Crowley přivedl zpět jeho.

#### Sedmá řada
Poté, co do sebe Castiel nasál duše z očistce, dostane se mu obrovské moci, kterou se nechá zlákat a začne si hrát na Boha. Brzy se však ukáže, že taková moc je nad jeho síly. Navíc se do něj z očistce dostali, kromě duší, i starodávná monstra zvaná Leviathani. Castiel si uvědomí, že nedokáže svou moc zvládnout, a vypustí duše zpátky do očistce, Leviathani v něm však zůstanou a posléze zmizí ve vodě, odkud mohou napadat lidi a brát na sebe jejich podobu. Jedním z lidí, za které se vydávají, je vlivný obchodník Dick Roman, který se stane vůdcem Leviathanů a skrze svůj vliv chce ovládnut lidi, kteří jsou pro Leviathany potravou. Sam s Deanem se Dicka snaží zastavit, přičemž přijdou o několik spojenců. Mezi nimi je Bobby, který jim po smrti ještě chvíli pomáhá jako duch. Sam a Dean zjistí, že Dick Roman platí všude na světě archeologické vykopávky a zdá se, že něco hledá. Ukáže se, že je to destička o Leviathanech, kterou napsal boží písař, anděl Metatron. Deanovi a Samovi se podaří destičku získat a s ní i jediného člověka, který ji dokáže přečíst, proroka Kevina Trana. Z destičky zjistí, jak se dají Leviathani zabít a s pomocí Crowleyho Dean a Castiel zabijí Dicka Romana. Kvůli vedlejšímu efektu jsou ale smeteni ze zemského povrchu a dostanou se do očistce.
Vedlejší linie sedmé řady se zaměřuje na Samovy halucinace, ve kterých k němu mluví Lucifer. Ty se stupňují a Sam skončí v blázinci s akutní nespavostí, která ho může zabít. Zoufalý Dean vyhledá údajného zázračného léčitele, ze kterého se vyklube Castiel. O tom si Dean myslel, že zemřel, když Leviathani uprchli. Castiel však přežil a ztratil paměť. Díky Deanovi si vzpomene, kdo je, a zničený svou zodpovědností za problém s Leviathany převezme od Sama všechny vzpomínky na peklo. Sam je v pořádku a Castiel zůstane v blázinci. Později, i když stále mentálně labilní, pomůže bratrům se zničením Dicka Romana.

#### Osmá řada
Rok poté, co byli Dean s Castielem nasáti do očistce, se Dean vrací zpět na Zemi bez Castiela, přičemž nese duši Benyho, upíra z očistce. Oba bratři zahájí boj proti Crowleymu, aby získali démonskou tabulku, což by znamenalo možnost zavřít brány pekla a s ním i všechny démony. Anděl Castiel podvede anděla Naomi a ukradne přitom andělskou tabulku. Dean zjistí, že by Sam při splnění všech třech zkoušek zemřel, tak mu dokončení poslední zkoušky rozmluví. Brány pekel zůstanou otevřeny. Anděl Metatron podvede Castiela krádeží milosti, což je poslední přísada do kouzla na uzavření nebe. Řada končí dokončením kouzla, uzavřením nebe a pádem všech andělů na Zemi.

### Prvky ze seriálu

#### Impala
Mezi poznávací znamení seriálu patří černě nalakovaný veterán Chevrolet Impala z roku 1967. Auto se vyznačuje specifickým tvarem karoserie, slouží bratrům Winchesterovým jako spolehlivý dopravní prostředek, ve kterém cestují napříč celými Spojenými státy. Je čtyřdveřové, s osmiválcovým motorem, má zabudované rádio a kazetový přehrávač, ze kterého se za jízdy velice často ozývá klasický rock patřící do Deanovy hudební sbírky. V kufru má zabudovaný tajný prostor, jenž ukrývá nejrůznější druhy zbraní a předmětů, které bratři využívají v boji proti zlu.
Poprvé se Impala objevuje již v pilotním díle seriálu a už od počátku je jeho neodmyslitelnou součástí. Původním majitelem vozu byl John Winchester, který jej daroval staršímu synovi někdy před svým zmizením v Jerichu. Dean na Impalu nedá dopustit a často o ní hovoří jako o skutečné živé osobě a chrání ji skoro stejnou měrou jako svou rodinu. Navíc představuje jeho nejcennější majetek. Na konci první řady byla Impala téměř zničena, když do ní plnou rychlostí narazil nákladní vůz, ale již na začátku druhé série byla kompletně opravena.

#### Kolt
Kolt byl spolu s třinácti originálními náboji z čistého kovu vyrobený pro lovce v roce 1835 Samuelem Coltem. Legenda praví, že tato zbraň je schopná zabít cokoliv, včetně nadpřirozených bytostí, které jsou imunní vůči ostatním zbraním. Také slouží jako klíč k otevření Ďáblovy brány. Předtím, než skončila v rukou Daniela Elkinse, bylo z ní použito šest nábojů. Zatímco bratři Winchesterovi vyšetřují Elkinsovu záhadnou smrt, střetnou se se skupinou upírů, která mu tento Kolt vzala. Později jej upíři vyměnili s Johnem Winchesterem za rukojmí, avšak v epizodě „Ve chvíli mé smrti“ se John rozhodl předat Kolt Azazelovi, aby tak zachránil život svého syna Deana po téměř smrtelné havárii. Na konci druhé řady je poslední náboj Koltu použit k zabití Azazela a zbraň se poté zdá být zbytečná. Bobby se ji snaží opravit, ale neúspěšně. Objevuje se však Ruby, která mu s opravou a výrobou nových nábojů pomůže. V díle „Dobrou noc, děti“ zabije Sam opraveným Koltem crossroad démonku. Nakonec zbraň ukradne Bela a pokusí se zachránit si svůj život odevzdáním Koltu démonovi Crowleymu.
Jde o Colt Patterson, první revolver, který Sam Colt vyrobil a začal produkovat asi tak v letech 1836–1847. Na Koltu se nachází latinský nápis „non timebo mala“ („Nebudu se bát zla“).

#### Roadhouse
Poprvé je tento motorest představen v epizodě „Klauna má každý rád“ ze druhé řady, jeho majitelkou je Ellen Harvelleová. Ellen má dceru Jo, která zde pracuje jako barmanka. To, že je motorest vyhledáván převážně lovci, není náhoda, neboť samotná rodina Harvelleových má loveckou minulost a mnoho zkušeností s démony a jinými nadpřirozenými silami. Ellenin manžel William Anthony Harvelle byl velmi dobrým přítelem Johna Winchestera. Později se ukáže, že ten, kdo nese zodpovědnost za smrt Williama, je právě John. Tuto skutečnost Ellen velmi těžko snáší. Mezi stálé obyvatele motorestu se neřadí pouze Ellen se svou dcerou, ale také Ash, podivín a génius v jedné osobě.
V závěru druhé řady, v první části dvoudílné epizody „Otevřelo se samo peklo“, se k motorestu, po naléhavém rozhovoru s Ashem, vydává Dean spolu s Bobbym, avšak když na místo dorazí, čekají na ně místo motorestu pouze jeho ohořelé trosky. Za zkázou motorestu nestojí nikdo jiný, než samotný Azazel, resp. jeho přívrženci. V navazující druhé části epizody pak vyjde najevo, že Ellen útok na Roadhouse přežila, neboť v tu dobu byla ve městě na nákupech. Ostatní lovci včetně Ashe však takové štěstí neměli a uhořeli.
Eric Kripke, autor seriálu, uvedl, že už od začátku nebyl spokojený s celou myšlenkou, která se motorestu Roadhouse týkala. Toto logicky vedlo k rozhodnutí motorest kompletně zničit. Sám autor prohlásil: „Jednoduše se nehodí do seriálu, jehož děj se odehrává na cestách. Takže… spalte ho“!

#### Bobbyho vrakoviště
Vlastníkem a provozovatelem tohoto vrakoviště, které se poprvé objeví v díle „Ďáblova past“ a kde svého času přebývala také Impala, je Bobby Singer. Toto místo také po jistou dobu, kdy byli pronásledováni démonem jménem Meg, sloužilo bratrům Winchesterovým jako útočiště.
Od epizody „Zrozen ve zlém znamení“ pobývá Bobby v okrese Lawrence County v Jižní Dakotě. Avšak v epizodě „Ať se ti o mně zdá“ vyjde najevo, že v blíže neurčené minulosti, kdy Bobby ještě nebyl lovcem, vypadal jak exteriér, tak interiér domu mnohem útulněji a veseleji. Místo, které bylo přestavěno na vrakoviště, bylo původně polem. Takto vše vypadalo do doby, kdy Bobbyho manželka tragicky zemřela. Od té chvíle přestal Bobby dbát na vzezření domu a zaplnil jej obrovským množstvím nejrůznějších pastí a knih o okultismu. Dokonce se rozhodl prodat velkou část svého pozemku a na malém kousku půdy, který si ponechal, si zřídil vrakoviště a stal se lovcem.
Ve druhém díle čtvrté řady, nazvaném „Jsi tam, Bože?“, se bratři Winchesterové dozví, že se v Bobbyho novém domě nachází speciální protidémoní kryt. Zdi krytu jsou železné a pokryté solí a na podlaze i na stropě je nakresleno mnoho ďáblových pastí. Místnost je tedy kompletně nepřístupná nejen démonům, ale také duchům a mnoha dalším nadpřirozeným bytostem. Tento úkryt používají Bobby a bratři ve chvílích, kdy potřebují v klidu přemýšlet a plánovat, protože absolutní ochrana před démony je v takových případech naprosto nezbytná.

#### Vymítání
Vymítání je akt, při kterém se vyhání nebo odvrací démoni od míst, osob, nebo věci, které jsou posednuté démony. Během rituálu je nutná přísaha ve jménu Boha nebo vyšší síly. Rituály jsou prováděny enochiánským jazykem, který je volně zaměnitelný za latinu.

## Obsazení

### Hlavní role
- Jared Padalecki (český dabing: Jan Maxián) jako Sam Winchester
- Jensen Ackles (český dabing: Filip Jančík) jako Dean Winchester
- Katie Cassidy (český dabing: Nikola Votočková) jako Ruby (3. řada; ve 4. a 15. řadě hrála tuto postavu jako host Genevieve Cortese [český dabing: Zuzana Kajnarová])
- Lauren Cohan (český dabing: Jitka Ježková) jako Bela Talbotová (3. řada)
- Misha Collins (český dabing: Lukáš Hlavica) jako Castiel (5.–6. řada a 9.–15. řada, ve 4., 7. a 8. řadě jako host)
- Mark A. Sheppard (český dabing: Bohdan Tůma) jako Crowley (10.–12 řada, v 5.–9. řadě jako host)
- Mark Pellegrino jako Lucifer (12.–13. řada, v 5., 7. a 11. řadě jako host) a jako Nick (14. řada, v 5. řadě jako host)
- Alexander Calvert jako Jack Kline (13.–15. řada, ve 12. řadě jako host) a jako Belfegor (15. řada)

### Vedlejší role
- Jeffrey Dean Morgan jako John Winchester (2005–2019)
- Samantha Smith jako Mary Winchesterová (2005–2019)
- Jim Beaver jako Bobby Singer (2006–2020)

## Produkce
Tvůrcem seriálu je Eric Kripke, mezi jehož předešlé projekty patří například horor Boogeyman. Vzhledem k tomu, že se Lovci duchů skládají z množství epizod, je pod každým dílem podepsán jiný režisér. Nejčastěji se režie ujali Robert Singer (též producent a scenárista) a Phil Sgriccia, dalším častým režisérem je pak Kim Manners, jenž dříve pracoval na televizním seriálu Akta X. Samotný Kripke režíroval pouze dva díly. Sera Gamble a Ben Edlund jsou pak producenty a autory mnohých epizod. Výkonnými producenty jsou dále Peter Johnson, McG a David Nutter.
Záměrem tvůrců bylo přinést na televizní obrazovky něco jako „horor na každý týden“, nicméně seriál je tvořen směsicí dramatu, napětí a tajemna, odlehčeného množstvím humoru. Jedním z nejpodstatnějších aspektů seriálu je sourozenecká láska. Bratři se o sebe starají, vtipkují, popichují se, ale jsou také připraveni a odhodláni zemřít jeden pro druhého.
Další významnou součástí seriálu je také hudba, která odkazuje ke způsobu života obou hlavních hrdinů. Využívány jsou písně rockových skupin, jako jsou AC/DC, Kansas, Boston, Blue Öyster Cult a další.

## Vysílání
| Řada | Díly | Premiéra v USA | Premiéra v USA     | Premiéra v ČR    | Premiéra v ČR    | Stanice v USA |
| Řada | Díly | První díl      | Poslední díl       | První díl        | Poslední díl     | Stanice v USA |
| ---- | ---- | -------------- | ------------------ | ---------------- | ---------------- | ------------- |
| 1    | 22   | 13. září 2005  | 4. května 2006     | 26. května 2006  | 11. září 2006    | The WB        |
| 2    | 22   | 28. září 2006  | 17. května 2007    | 6. ledna 2008    | 1. června 2008   | The CW        |
| 3    | 16   | 4. října 2007  | 15. května 2008    | 22. ledna 2010   | 7. května 2010   | The CW        |
| 4    | 22   | 18. září 2008  | 14. května 2009    | 14. května 2010  | 8. října 2010    | The CW        |
| 5    | 22   | 10. září 2009  | 13. května 2010    | 8. července 2011 | 9. prosince 2011 | The CW        |
| 6    | 22   | 24. září 2010  | 20. května 2011    | 15. října 2013   | 22. ledna 2014   | The CW        |
| 7    | 23   | 23. září 2011  | 18. května 2012    | nebylo vysíláno  | nebylo vysíláno  | The CW        |
| 8    | 23   | 3. října 2012  | 15. května 2013    | nebylo vysíláno  | nebylo vysíláno  | The CW        |
| 9    | 23   | 8. října 2013  | 20. května 2014    | nebylo vysíláno  | nebylo vysíláno  | The CW        |
| 10   | 23   | 7. října 2014  | 20. května 2015    | nebylo vysíláno  | nebylo vysíláno  | The CW        |
| 11   | 23   | 7. října 2015  | 25. května 2016    | nebylo vysíláno  | nebylo vysíláno  | The CW        |
| 12   | 23   | 13. října 2016 | 18. května 2017    | nebylo vysíláno  | nebylo vysíláno  | The CW        |
| 13   | 23   | 12. října 2017 | 17. května 2018    | nebylo vysíláno  | nebylo vysíláno  | The CW        |
| 14   | 20   | 11. října 2018 | 25. dubna 2019     | nebylo vysíláno  | nebylo vysíláno  | The CW        |
| 15   | 20   | 10. října 2019 | 19. listopadu 2020 | nebylo vysíláno  | nebylo vysíláno  | The CW        |

## Související seriály
V letech 2013–2014 byl plánován spin-offový seriál s názvem Supernatural: Bloodlines (původně Supernatural: Tribes). Pro tento připravovaný projekt posloužila epizoda „Bloodlines“ deváté řady Lovců duchů vysílaná jako backdoor pilot. Nový seriál se měl oproti Lovcům duchů odehrávat jenom v jednom městě, Chicagu, a měl sledovat osudy tamějších lovců a příšer. Pilotní díl seriálu však stanice The CW na začátku května 2014 odmítla a k objednání seriálu nedošlo.
V letech 2017 a 2018 byl připravován spin-off s názvem Wayward Sisters, pro nějž vznikl i stejnojmenný backdoor pilot v rámci třinácté řady Lovců duchů. I tento projekt byl stanicí The CW v květnu 2018 odmítnut.